# سد داچونگ
سد داچونگ (به لاتین: Daecheong Dam) یک سد در کره جنوبی است که در کره جنوبی واقع شده‌است.